# Toussaint-Frédéric Mialhe
Toussaint-Frédéric Mialhe, né le 16 juin 1810 à Bordeaux et mort le 18 février 1881 à Paris, est un peintre et lithographe français.

## Biographie
Toussaint-Frédéric Mialhe est le fils de Louis Mialhe, agent de change, et de Marie Joséphine Étiennette Grenier.
Éleve de Pierre Lacour à Bordeaux et de François Édouard Picot à Paris, il expose au Salon de 1833 à 1861.
Il épouse Adèle Émilie Dubois.
Il séjourne à Cuba de 1839 à 1854, et édite un album de vues lithographiées. Il est directeur de l'académie des arts à La Havane. 
Il meurt à son domicile de la rue Brunel, à l'âge de 70 ans. Il est inhumé au cimetière du Montparnasse.

## Galerie

Lithographies de Cuba
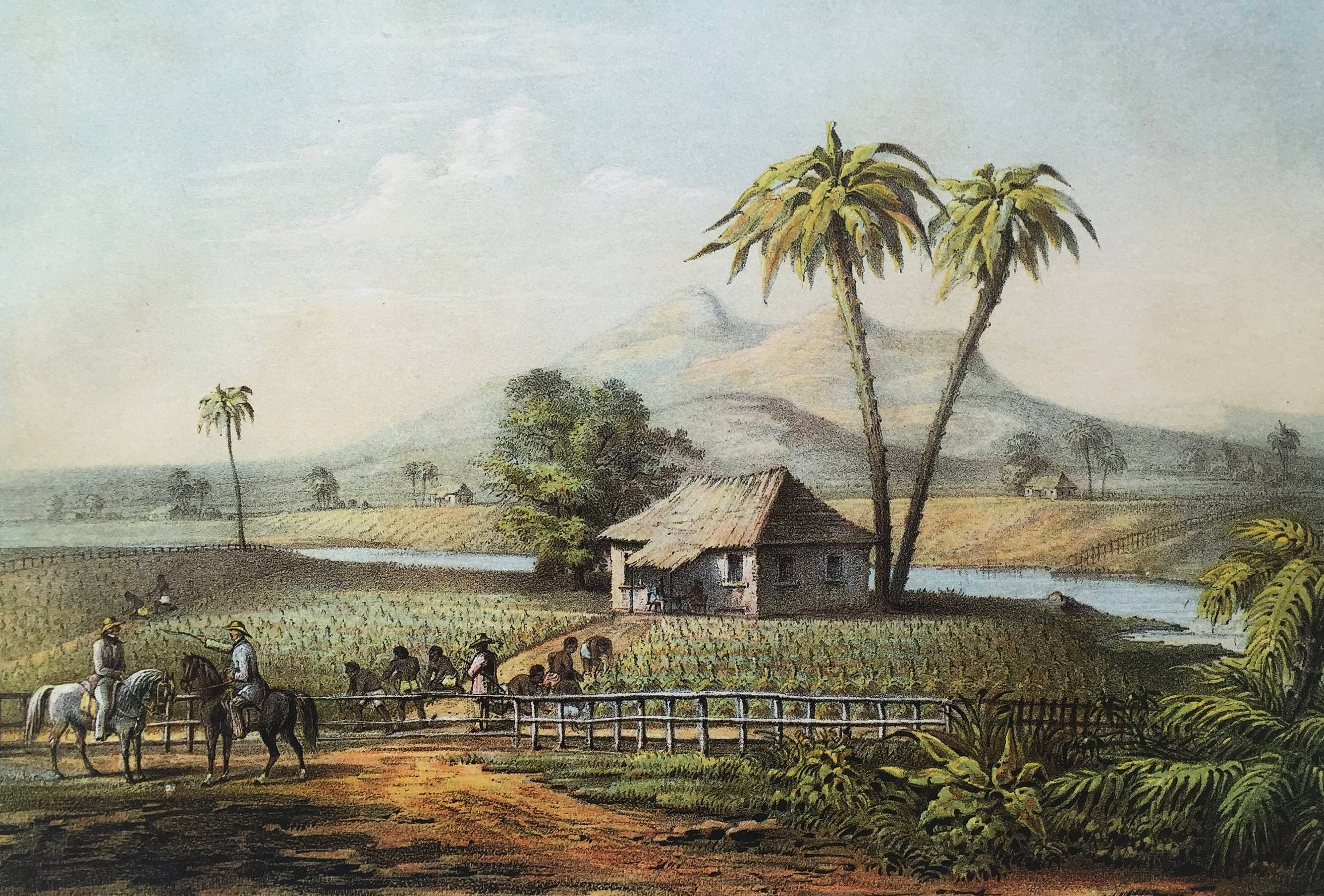
Esclaves travaillant dans une plantation de tabac à Cuba, vers 1850.
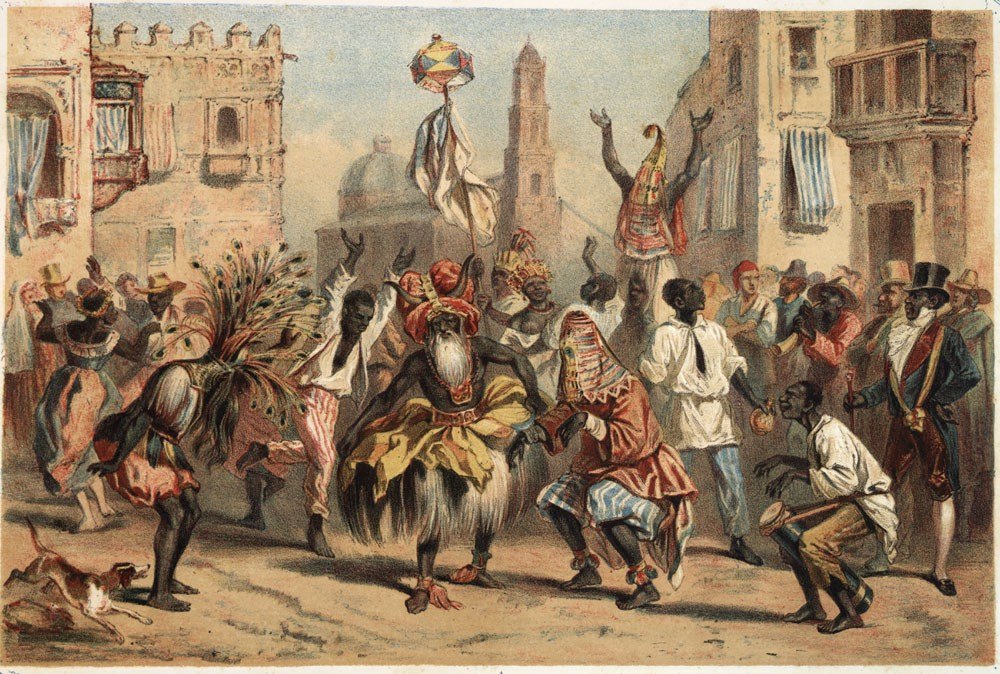
Épiphanie à La Havane, vers 1850.
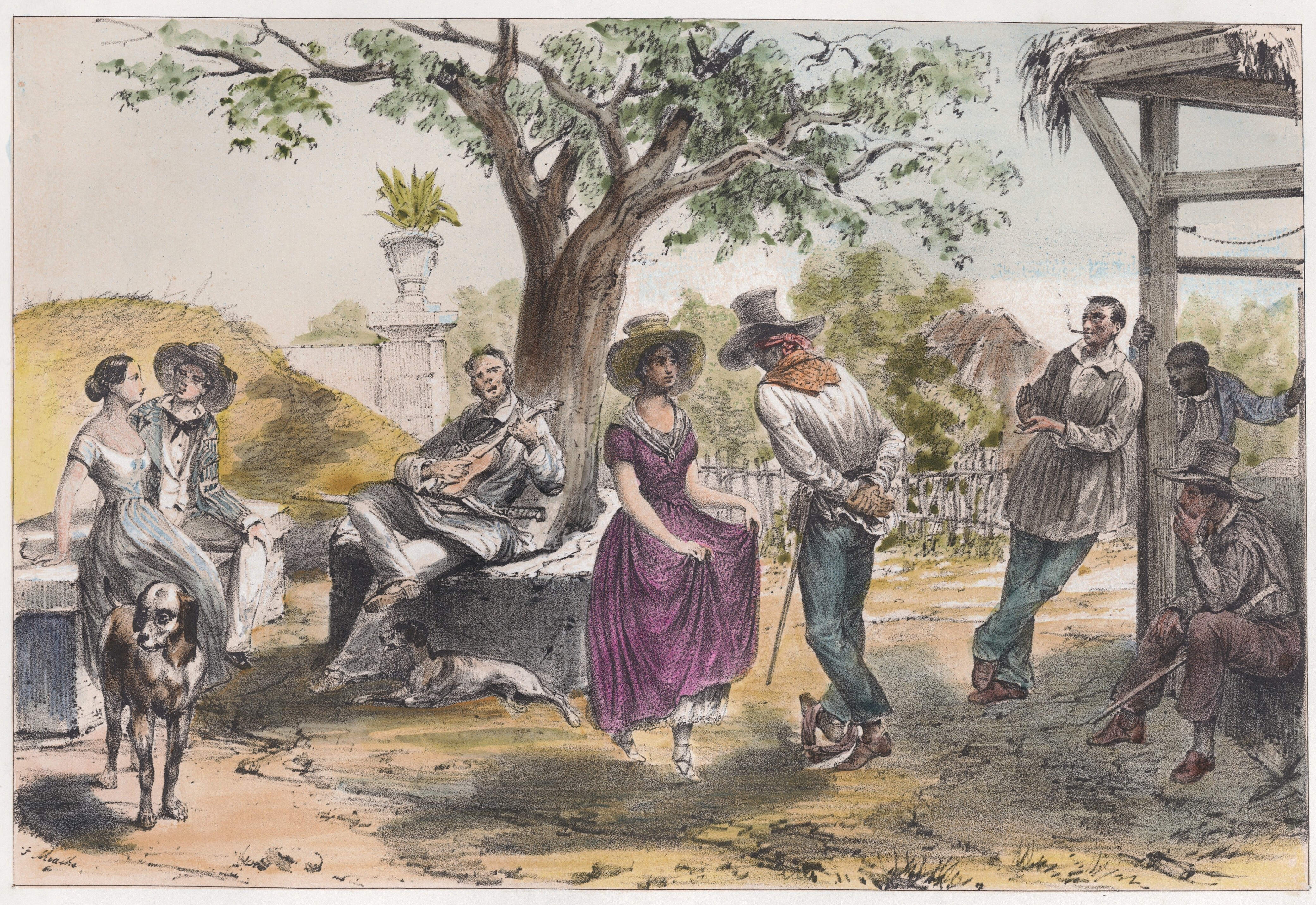
Danse du Zapateado.
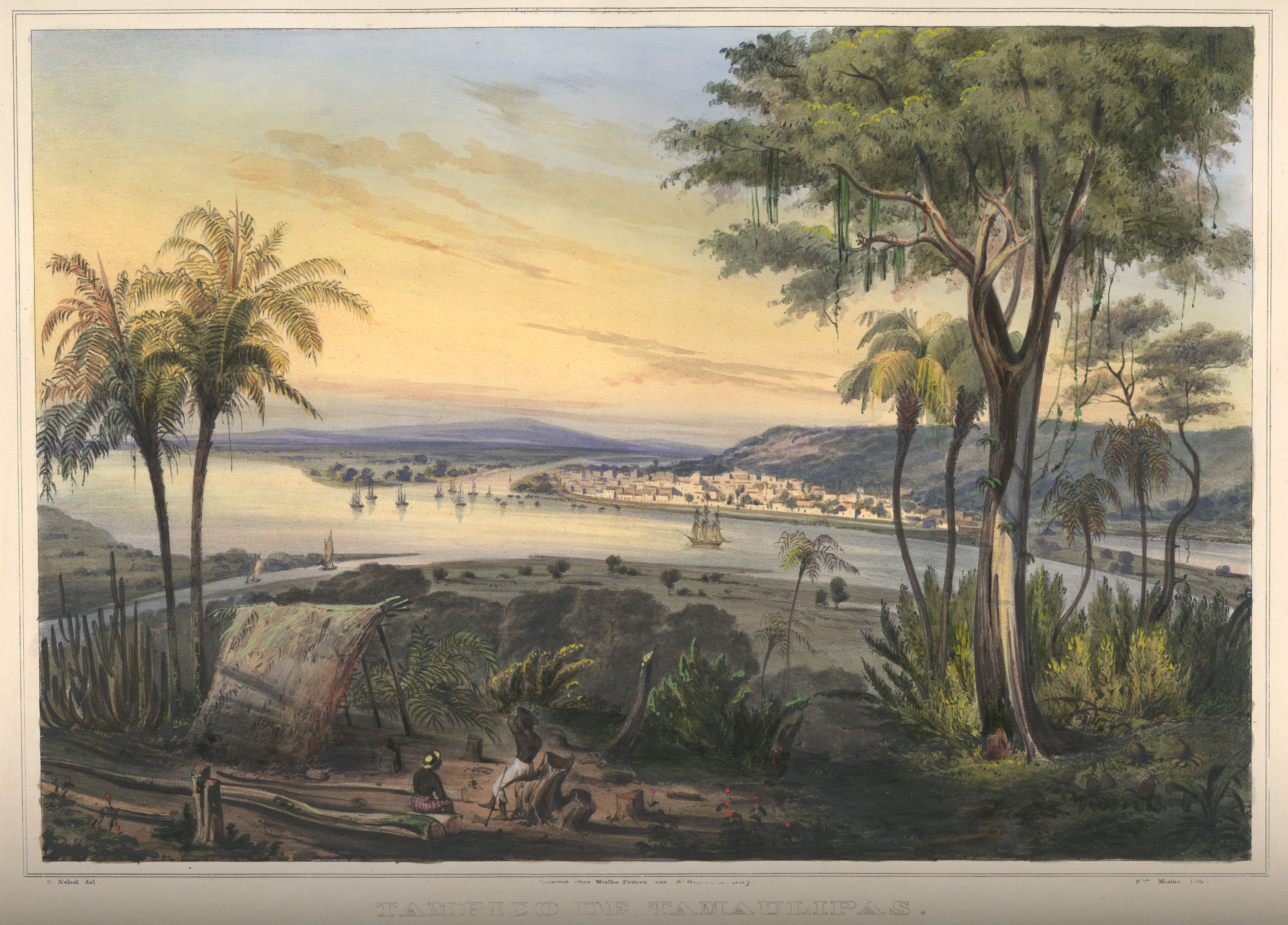
La ville de Tampico.
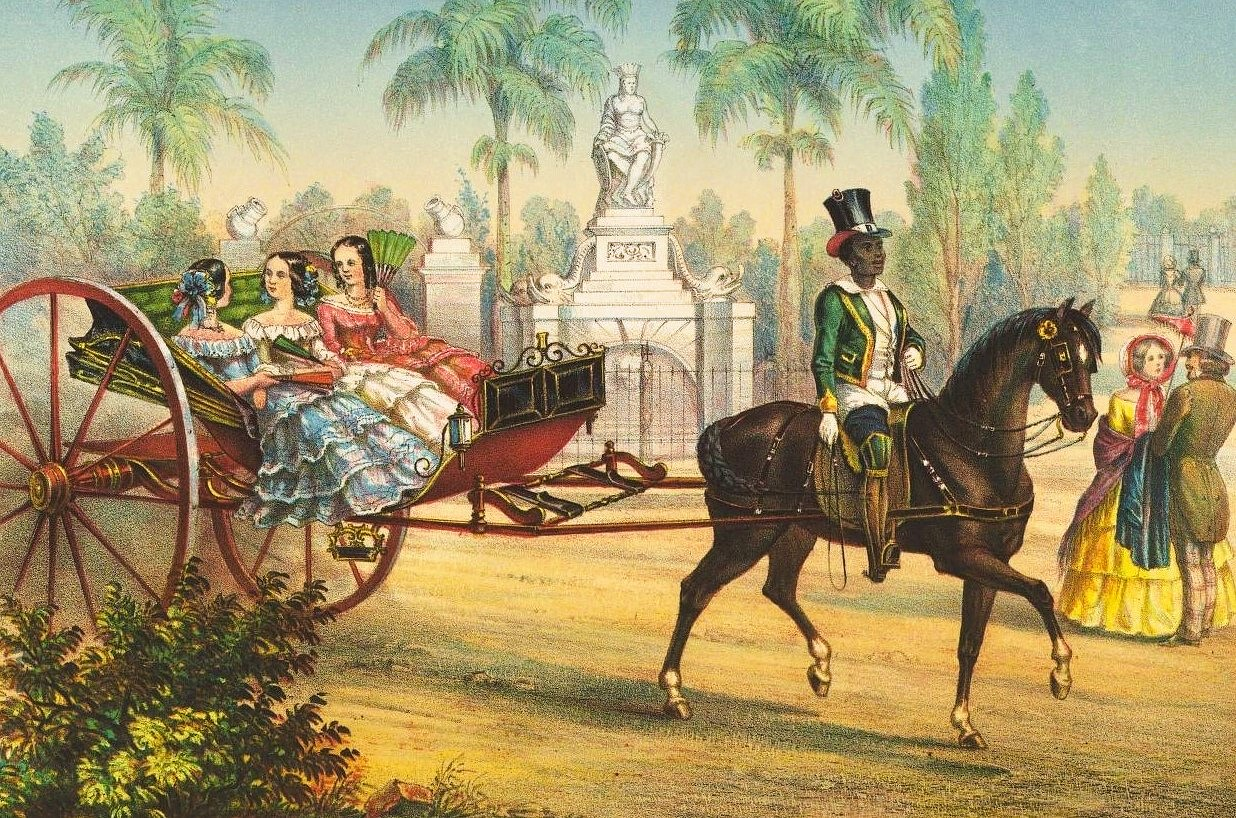
Volante conduite par un esclave noir à La Havane (Cuba), vers 1850.